# Масонска символика
Масонската символика е специфична проява на съзнанието, за приобщаване на посветените, към масонското общество. Освен идейно битие, тя има и преносно значение, което се осъществява чрез алегории. Целта на масонската символика е да подмени старите представи с нови и по-актуални, и да втълпи на посветените, необходимостта от промяна, с оглед на настъпващото утре.
Според легендата, Хирам Абиф е бил син на вдовица. Затова масоните традиционно се наричат „деца на вдовицата“ – деца на майката-земя, разлъчена от слънцето, към чиито съкровени тайни, те се стремят. Затова акацията, която първа обръща цветовете си към слънцето, е важен масонски символ.
Ритуалните предмети, със символично значение в масонството, са: чук, пергел, длето, измерителна линия, кинжал, ъгълник, мистрия, отвес, два камъка (един оформен и един неоформен), геометрични фигури (квадрат, кръг и триъгълник), троен свещник, хляб и вода, числата три и седем (понеже са прости числа), череп, ковчег, масонска азбука (вид криптография), знаци за разпознаване, масонски съкращения и други.
При официални срещи, всеки посветен, свободен зидар, носи ритуална престилка. Освен престилка, някои от длъжностните лица в ложата, носят масонски накити – стилизирани зидарски инструменти, звезди и орнаменти от сребро или злато, съобразно с ранга, на удостоените.
Фасадите на копривщенските чешми са украсени със Соломонов печат. Причината е зачитането на символа в Османската империя, поради това че се приемат за масони майсторите, които са го поставили.